# Archidiecezja westminsterska
Archidiecezja westminsterska – archidiecezja Kościoła rzymskokatolickiego w Wielkiej Brytanii. Tradycyjnie uważana za "pierwszą wśród równych"  w grupie angielskich i walijskich diecezji katolickich. Jej arcybiskup metropolita otrzymuje zwykle godność kardynała, zwyczajowo pełni również funkcje przewodniczącego Konferencji Episkopatu Anglii i Walli. Powstała w 1622 jako wikariat apostolski Anglii. W 1688 zmieniła nazwę na wikariat apostolski dystryktu londyńskiego. 29 września 1850, po reformie administracyjnej Kościoła katolickiego w Wielkiej Brytanii, została podniesiona do rangi archidiecezji. Obecne granice uzyskała w czerwcu 1917 roku.
Jest jedną z trzech katolickich diecezji w granicach Londynu. Granicę z archidiecezją Southwark stanowi Tamiza - do archidiecezji westminsterskiej należą parafie na północ od tej rzeki. Z kolei od diecezji Brentwood oddziela ją rzeka Lea. Do archidiecezji przynależy część Londynu na zachód od jej koryta.

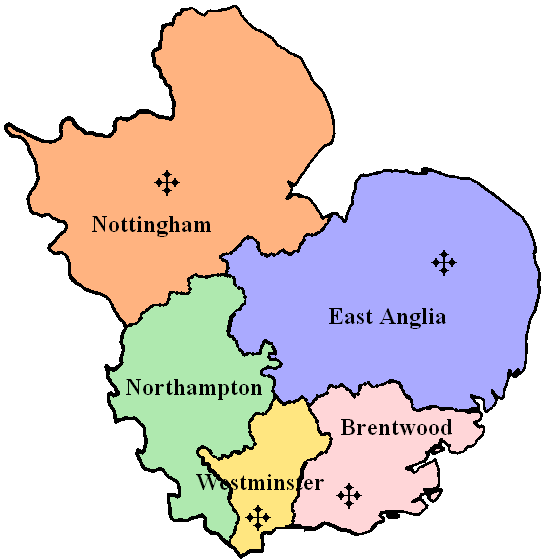
Archidiecezja na mapie metropolii westminsterskiej (zaznaczona na żółto)